# Ardipithecus ramidus

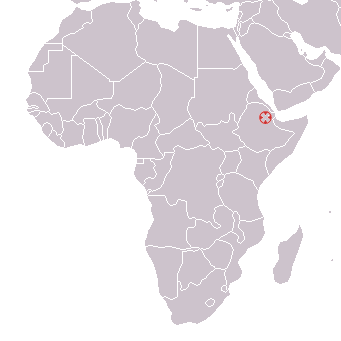

Ardipithecus ramidus este un hominid descoperit relativ recent pe teritorriul Etiopiei, care a trăit acum circa 4,4 milioane de ani, deci cu circa 1,2 milioane de ani înaintea celebrei Lucy (Australopithecus afarensis). A. ramidus se asemănau mai mult cu maimuțele primitive, și foarte puțin cu cimpanzeii. Totodată aveau surprinzător de multe trăsături asemănătoare omului de azi. Erau mai curând animale/maimuțe pașnice (deoarece caninii nu erau mari), care puteau să meargă în picioare, dar și să se cațere (s-a dedus din proporțiile corpului). Descoperirea sa are o importanță deosebită pentru înțelegerea modului cum omul s-a despărțit de maimuță de-a lungul evoluției. Scheletul găsit a fost supranumit "Ardi". El dovedește că mersul în picioare (biped) a apărut încă pe timpul când hominizii trăiau în păduri, deci încă înainte de a se strămuta în savane. Ardi trăia și în copaci, și pe pământ.
Prezentarea festivă a rezultatelor a 17 ani de cercetări antropologice asupra lui Ardi a avut loc în octombrie 2009 la Addis Abeba, Etiopia, și Washington, D.C., SUA, precum și într-un supliment recent al revistei științifice americane Science.

## Descoperiri

### Ardi
Este vorba de un schelet fosil aproape complet, descoperit de  studentul Gen Suwa din echipa antropologului Tim White în 1992, lângă localitatea Aramis din Etiopia, la numai 74 km de locul unde a fost găsită și Lucy, la circa 200 km nord de Addis Abeba. Perioada estimată în care a trăit: aproximativ acum 4,4 milioane de ani. Codul arheologic oficial al lui Ardi este ARA-VP-6/500.
Ardi era o femelă adultă. Măsura cam 120 cm și cântărea în jur de 50 de kg. Volumul creierului ei este relativ mic, de circa 350 cm3. Scheletul ei a fost reconstruit din cele circa 150.000 fragmente de oase găsite, care au fost scanate unul câte unul în 3D și apoi recompuse virtual cu ajutorul calculatorului pe ecran. În plus, fragmentele au mai fost reproduse și în volum (în relief) cu ajutorul unor dispozitive speciale numite "imprimante stereolitografice", care toarnă obiectele dorite în material plastic, în acest caz pe baza informațiilor scanate anterior.